# Gary Jennings
Gary Jennings (* 20. September 1928 in Buena Vista, Virginia; † 13. März 1999 in Pompton Lakes, New Jersey) war ein US-amerikanischer Schriftsteller.

## Leben
Gary Jennings war nach dem Schulabschluss 1949–52 als Werbetexter tätig und studierte nebenbei in der Kunstschule Art Students League of New York; er schloss aber niemals ein reguläres Studium ab und war als Schriftsteller Autodidakt. Im Koreakrieg diente er ab 1952 als Korrespondent bei der Infanterie und wurde mit dem Bronze Star ausgezeichnet. Nach seiner Rückkehr 1954 war er als Zeitungsreporter und als Künstler in der Werbung tätig. Er begann zu schreiben und veröffentlichte zunächst einige Science-Fiction-Erzählungen, die in Zeitschriften erschienen, bis er seinen Job kündigte, nach Mexiko ging und zwölf Jahre in San Miguel de Allende lebte. Dort lernte er Spanisch und war fasziniert von den Azteken, deren Geschichte und Sprache er studierte und über die er seinen ersten Bestseller Aztec (1980) schrieb (und später zwei Fortsetzungen).
Jennings verfasste sowohl Kinderbücher als auch historische Romane, für die er besonders bekannt ist. In seinen Romanen gelang es ihm, anhand von Einzelschicksalen die jeweilige Epoche detailliert und lebendig zu beschreiben. Für die Hintergründe seiner Romane recherchierte er teilweise jahrelang und veröffentlichte umfangreiche Bücher mit oft mehr als 500.000 Wörtern.

## Werke
- Der Azteke. Roman. Meyster, Wien / München 1981, OT: Aztec, ISBN 3-7057-9001-3.
- The Journeyer. Atheneum Publishers, New York City 1974.
  - Marco Polo. Der Besessene; Roman. Meyster, München 1985, ISBN 3-8131-8209-6 (früher „Der Besessene“)
  - als Fischer Taschenbücher: Teil 1: Von Venedig zum Dach der Welt. Frankfurt am Main 1987, ISBN 3-596-28201-2 und   Teil 2: Im Lande des Kublai Khan. Frankfurt am Main 1987.
- Der Prinzipal. Roman. List, München 1989, ISBN 3-471-77879-9.
- Der Greif. Roman. Bertelsmann, München 1993, ISBN 3-570-02129-7.
- Der Sohn des Azteken. Roman. Krüger, Frankfurt/M. 1997, OT: Aztec Autumn, ISBN 3-8105-0909-4.

Posthum
- Das Blut der Azteken. Roman. Europa-Verlag, Hamburg 2002, OT: Aztec Blood, ISBN 3-203-78550-1.